# Dariusz Cichoń
Dariusz Cichoń – polski matematyk, doktor habilitowany nauk matematycznych. Specjalizuje się w analizie funkcjonalnej oraz teorii operatorów. Adiunkt Katedry Analizy Funkcjonalnej Instytutu Matematyki Wydziału Matematyki i Informatyki Uniwersytetu Jagiellońskiego.

## Życiorys
Matematykę ukończył na Uniwersytecie Jagiellońskim, gdzie następnie rozpoczął pracę naukową. Stopień doktorski uzyskał w 1998 broniąc pracy pt. Operatory Toeplitza w wektorowych przestrzeniach Segala-Bargmanna przygotowanej pod kierunkiem prof. Jana Stochela. Habilitował się w 2012 na podstawie oceny dorobku naukowego i publikacji pt. Moment Problems in Several Variables.
Swoje prace publikował w takich czasopismach jak m.in. „Journal of Mathematical Analysis and Applications”, „Annales Polonici Mathematici”, „Transactions of the American Mathematical Society”, „Mathematica Scandinavica", „Journal of Approximation Theory" oraz „Complex Analysis and Operator Theory”.